# Івашко Ілля Володимирович
Ілля Володимирович Івашко (біл. Ілья Уладзіміравіч Івашка; рос. Илья Владимирович Ивашко; нар. 24 лютого 1994 р.) — білоруський професійний тенісист. Івашко має високий рейтинг одиночних змагань ATP №63, досягнутий 12 липня 2021 року. Він також має високий рейтинг парних розрядів ATP у рейтингу № 340, досягнутий 15 серпня 2016 року. В даний час він є білоруським тенісистом №1. Крім того, Івашко виграв 5 титулів ITF в одиночному розряді та 3 титули ITF у парному розряді. У Кубку Девіса Івашко представляв білоруську команду з Кубку Девіса і має показник у заліку 9–8.

## Професійна кар’єра

### 2018: Прорив, дебют у топ-100
26 лютого 2018 року він увійшов у топ-150, коли досяг високого рейтингу №147 у кар'єрі, діставшись кваліфікацією до півфіналу Відкритого чемпіонату-2018 у Марселі, посівши номер 193 у світі, перемігши Ласло Джере, другого носія Стена Вавринку 6 -4, 1-1, коли швейцарець вийшов у відставку, домашнього фаворита Ніколаса Махуту у трьох сетах. Він став першим білоруським півфіналістом туру після Макса Мирного в Роттердамі 2005 року.  Він увійшов до топ-100 13 серпня 2018 року після третього раунду, також вперше у своїй кар'єрі на кваліфікації на рівні Masters 1000 на Відкритому чемпіонаті Канади у 2018 році.

### 2021: Четвертий раунд Вімблдону, Олімпіада-2020
Івашко досяг свого другого півфіналу на BMW Open 20 у Мюнхені в якості кваліфікації, більш ніж через три роки після того, як пройшов до фіналу чотирьох на Відкритому чемпіонаті-2018 у Марселі, вражаючи поразкою проти дворазового чемпіона світу і чемпіона світу №6 Александр Звєрєв за найбільший виграш у своїй кар'єрі.  
Він також пройшов кваліфікацію та вийшов до чвертьфіналу на Істборн Інтернешнл 2021 року, перемігши Олексія Попиріна. На найвищому рівні кар’єри у світі № 79, досягнутим 28 червня 2021 року, під час свого дебюту в головному розіграші чемпіонату Вімблдону 2021 року Івашко вперше у своїй кар’єрі дійшов до четвертого раунду на будь-якому Великому шоломі, жодного разу не пройшовши другого раунді він переміг Джордана Томпсона в прямих сетах.  Він програв остаточному фіналісту, сьомому насіннику Маттео Берреттіні. 12 липня 2021 року він досяг найвищого рівня у кар’єрі у світі № 63.
На літній Олімпіаді 2020 в Токіо представляв Білорусь в одиночному і парному розрядах. В одиночному розряді дійшов до 1/8 фіналу, де поступився японцю Кеі Нішікорі. У парному розряді з Єгором Герасимовим вибув в першому раунді, поступившись суперникам з Нової Зеландії.

## Рейтинг на кінець року
| Рік  | Одиночний рейтинг | Парний рейтинг |
| 2021 |                   |                |
| 2020 | 108               | 1018           |
| 2019 | 131               | -              |
| 2018 | 91                | 426            |
| 2017 | 230               | -              |
| 2016 | 179               | -              |
| 2015 | 355               | -              |
| 2014 | 708               | 1054           |
| 2013 | 773               | 1553           |

Дані офіційного сайту ATP на останній тиждень року.

## Графіки виконання
(W) виграв; (F) фіналіст; (SF) півфіналіст; (QF) чвертьфіналіст; (#R) раунди 4, 3, 2, 1; (RR) круговий етап; (Q #) кваліфікаційний раунд; (P #) попередній раунд; (А) відсутній; (P) відкладено; (Z #) зональна група Davis / Fed Cup (із зазначенням номера) або плей-офф (PO); (G) золота, (F-S) срібна або (SF-B) бронзова олімпійська медаль; турнір зі зниженням рейтингу (NMS) Masters Series / 1000; (NH) не проводиться. SR = коефіцієнт страйку (перемоги / змагання)
Щоб уникнути плутанини та подвійного підрахунку, ці таблиці оновлюються в кінці турніру або після закінчення участі гравця.

### Одиночний розряд
Проходить через чемпіонат Вімблдону 2021 року.
| Турнір                             | 2016  | 2017  | 2018  | 2019  | 2020  | 2021  | SR    | Виграш–Програш |
| ---------------------------------- | ----- | ----- | ----- | ----- | ----- | ----- | ----- | -------------- |
| Турнір Великого шлему              |       |       |       |       |       |       |       |                |
| Australian Open                    | A     | Q1    | Q1    | 2R    | 1R    | 1R    | 0 / 3 | 1–3            |
| French Open                        | A     | Q2    | 1R    | A     | Q1    | Q1    | 0 / 1 | 0–1            |
| Wimbledon                          | Q1    | Q1    | Q1    | A     | NH    | 4R    | 0 / 1 | 3–1            |
| US Open                            | 1R    | Q1    | Q1    | 1R    | A     |       | 0 / 2 | 0–2            |
| Виграш–Програш                     | 0–1   | 0–0   | 0–1   | 1–2   | 0–1   | 3–2   | 0 / 7 | 4–7            |
| ATP World Tour Masters 1000        |       |       |       |       |       |       |       |                |
| Мастерс Індіан-Веллс               | A     | A     | A     | 1R    | NH    | NH    | 0 / 1 | 0–1            |
| Відкритий чемпіонат Маямі з тенісу | A     | A     | A     | 2R    | NH    | 2R    | 0 / 2 | 2–2            |
| Мастерс Монте-Карло                | A     | A     | 1R    | Q1    | NH    | A     | 0 / 1 | 0–1            |
| Мастерс Мадрид                     | A     | A     | Q1    | A     | NH    | A     | 0 / 0 | 0–0            |
| Мастерс Рим                        | A     | A     | A     | A     | Q2    | A     | 0 / 0 | 0–0            |
| Мастерс Канада                     | A     | A     | 3R    | 2R    | NH    |       | 0 / 2 | 3–2            |
| Мастерс Цинциннаті                 | A     | A     | A     | A     | A     |       | 0 / 0 | 0–0            |
| Shanghai Masters                   | A     | A     | A     | A     | NH    |       | 0 / 0 | 0–0            |
| Paris Masters                      | A     | A     | A     | A     | A     |       | 0 / 0 | 0–0            |
| Виграш–Програш                     | 0–0   | 0–0   | 2–2   | 2–3   | 0–0   | 1–1   | 0 / 6 | 5–6            |
| Національне представництво         |       |       |       |       |       |       |       |                |
| Кубок Девіса                       | Z2    | PO    | Z1    | Z1    | PO    | PO    | 0 / 0 | 9–7            |
| Статистика кар'єри                 |       |       |       |       |       |       |       |                |
|                                    | 2016  | 2017  | 2018  | 2019  | 2020  | 2021  | Успіх | Успіх          |
| Турніри                            | 2     | 1     | 13    | 12    | 5     | 9     | 42    | 42             |
| Титули / Фінали                    | 0 / 0 | 0 / 0 | 0 / 0 | 0 / 0 | 0 / 0 | 0 / 0 | 0 / 0 | 0 / 0          |
| Загалом Виграш–Програш             | 5–1   | 2–2   | 9–14  | 8–12  | 3–5   | 12–9  | 39–43 | 39–43          |
| Рейтинг на кінець року             | 179   | 230   | 91    | 131   | 108   |       | 46%   | 46%            |

### Парний розряд
Поточний після тенісу на літніх Олімпійських іграх 2020 року.
| Турнір                        | 2018 | 2019 | 2020 | 2021 | SR      | Виграш – Програш |
| ----------------------------- | ---- | ---- | ---- | ---- | ------- | ---------------- |
| Турніри Великого шлема        |      |      |      |      |         |                  |
| Відкритий чемпіонат Австралії | A    | A    | A    | A    | 0/0     | 0–0              |
| Відкритий чемпіонат Франції   | 1R   | A    | A    | A    | 0/1     | 0–1              |
| Вімблдон                      | A    | A    | NH   | A    | 0/0     | 0–0              |
| Відкритий чемпіонат США       | A    | A    | A    |      | 0/0     | 0–0              |
| Виграш – програш              | 0–1  | 0–0  | 0–0  | 0–0  | 0/1     | 0–1              |
| Національне представництво    |      |      |      |      |         |                  |
| Кубок Девіса                  | Z1   | Z1   | PO   | PO   | 0/0     | 0–3              |
| Статистика кар’єри            |      |      |      |      |         |                  |
|                               | 2018 | 2019 | 2020 | 2021 | Кар'єра | Кар'єра          |
| Турніри                       | 2    | 1    | 2    | 2    | 7       | 7                |
| Титули / Фінали               | 0/0  | 0/0  | 0/0  | 0/0  | 0/0     | 0/0              |
| Загальний виграш-програш      | 0–2  | 0–1  | 0–2  | 1–2  | 1–7     | 1–7              |
| Рейтинг на кінець року        | 426  | 0    | 1018 |      | 13%     | 13%              |

## Перемоги у 10 найкращих гравців
| Сезон    | 2013 - 2020 | 2021 | Усього |
| -------- | ----------- | ---- | ------ |
| Перемога | 0           | 1    | 1      |

| #        | Гравець          | Місце | Подія                       | Поверхня | Rd | Рахунок             | II Місце |
| -------- | ---------------- | ----- | --------------------------- | -------- | -- | ------------------- | -------- |
| 2021 рік |                  |       |                             |          |    |                     |          |
| 1.       | Александр Зверєв | 6     | Відкритий Мюнхен, Німеччина | Глина    | QF | 6–7 (5–7), 7–5, 6–3 | 111      |

* Станом на 2 травня 2021.

## Фінали Челленджера та ф’ючерсів

### Одиночний розряд: 11 (7–4)
| Легенда (одиночні)          |
| --------------------------- |
| Турнір ATP Челленджер (4–2) |
| Тур ф’ючерсів ITF (3–2)     |

| Назви за поверхнею |
| ------------------ |
| Хард (7–3)         |
| Глина (0–0)        |
| Трава (0–0)        |
| Килим (0–1)        |

| Результат | Виграш–Програш | Дата             | Турнір                     | Рівень     | Поверхня  | Суперник        | Рахунок            |
| --------- | -------------- | ---------------- | -------------------------- | ---------- | --------- | --------------- | ------------------ |
| Перемога  | 1–0            | Жовтень 2013 р.  | Казахстан F6, Шимкент      | Futures    | Хард      | Іван Аніканов   | 6–3, 7–5           |
| Поразка   | 1–1            | Січень 2015 р.   | Німеччина F1, Швібердінген | Futures    | Килим (i) | Мік Лескур      | 6–2, 1–6, 2–6      |
| Поразка   | 1–2            | Травень 2015 р.  | Корея F1, Тегу             | Futures    | Хард      | Данієль Нгуєн   | 6–3, 4–6, 3–6      |
| Перемога  | 2–2            | Квітень 2016 р.  | Узбекистан F1, Карші       | Futures    | Хард      | Журабек Карімов | 6–3, 1–6, 6–1      |
| Перемога  | 3–2            | Квітень 2016 р.  | Узбекистан F2, Бухара      | Futures    | Хард      | Темур Ісмаїлов  | 6–1, 6–1           |
| Поразка   | 3–3            | Липень 2016 р.   | Реканаті, Італія           | Challenger | Хард      | Ілля Марченко   | 4–6, 4–6           |
| Перемога  | 4–3            | Червень 2017 р.  | Фергана, Узбекистан        | Challenger | Хард      | Нікола Милоєвич | 6–4, 6–3           |
| Перемога  | 5–3            | Березень 2018 р. | Шеньчжень, Китай           | Challenger | Хард      | Чжан Зе         | 6–4, 6–2           |
| Поразка   | 5–4            | Січень 2019 р.   | Канберра, Австралія        | Challenger | Хард      | Губерт Гуркач   | 4–6, 6–4, 2–6      |
| Перемога  | 6–4            | Жовтень 2020 р.  | Стамбул, Туреччина         | Challenger | Хард      | Мартін Кліжан   | 6–1, 6–4           |
| Перемога  | 7–4            | Листопад 2020 р. | Ортізеї, Італія            | Challenger | Хард (i)  | Антуан Оан      | 6–4, 3–6, 7–6(7–3) |

### Парний розряд: 5 (3–2)
| Легенда (парний)         |
| ------------------------ |
| Тур ATP Челленджер (1–0) |
| Тур ф'ючерсів ITF (2–2)  |

| Назви за поверхнею |
| ------------------ |
| Хард (3–2)         |
| Глина (0–0)        |
| Трава (0–0)        |
| Килим (0–0)        |

| Результат | Виграш–Програш | Дата            | Турнір                      | Рівень     | Покриття | Партнер        | Суперники                                     | Рахунок          |
| --------- | -------------- | --------------- | --------------------------- | ---------- | -------- | -------------- | --------------------------------------------- | ---------------- |
| Поразка   | 0–1            | Квітень 2014 р. | Китай F5, Ченду             | Futures    | Хард     | Віктор Балуда  | Гонг Маоксін Лі же                            | 1–0 ret.         |
| Поразка   | 0–2            | Червень 2015 р. | Іспанія F18, Палма-дель-Ріо | Futures    | Хард     | Том Джомбі     | Хорхе Ернандо Руано Рікардо Віллакорта-Алонцо | 6–7(5–7), 5–7    |
| Перемога  | 1–2            | Серпень 2015 р. | Білорусь F1, Мінськ         | Futures    | Хард     | Єгор Герасімов | Артур Дубинські Володимир Ужиловський         | 6–3, 6–4         |
| Перемога  | 2–2            | Серпень 2015 р. | Білорусь F2, Мінськ         | Futures    | Хард     | Єгор Герасімов | Данило Медведєв Чжан Чжічжен                  | 6–1, 6–3         |
| Перемога  | 3–2            | Серпень 2016 р. | Порторож, Словенія          | Challenger | Хард     | Сергій Бетов   | Томіслав Драганя Ніно Сердарушич              | 1–6, 6–3, [10–4] |

## Особисте життя
Колега по тенісу Карен Хачанов — його зять, їхні дружини — сестри. 